# Rezerwat przyrody „Roztocze”

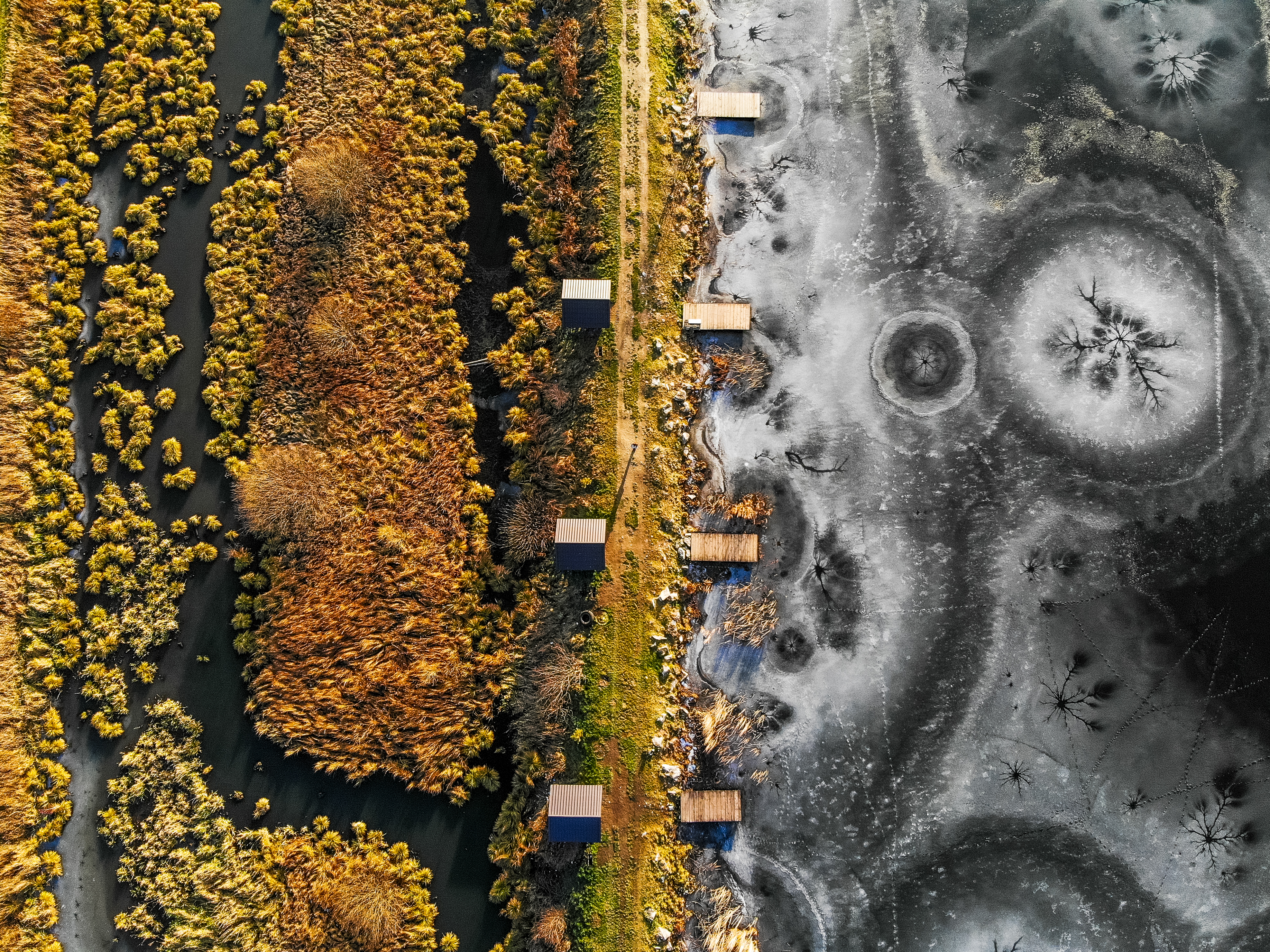
Zdjęcie lotnicze rezerwatu przyrody

Rezerwat przyrody „Roztocze” (ukr. Природний заповідник „Розточчя”) – rezerwat przyrody o powierzchni 2084,5 ha, położony w zachodniej Ukrainie, w Obwodzie Lwowskim, na Roztoczu Janowskim, utworzony w 1984 roku.

## Położenie
Rezerwat jest położony w najbardziej na południe wysuniętej części Roztocza. Piśmiennictwo sowieckie nazywało ten teren Płaskowyżem Lwowsko-Wereszczyckim. Siedziba administracji rezerwatu mieści się w oddziale 42 Leśnictwa Sławczańskiego (25 km od Lwowa i granicy w Polską).

## Charakterystyka
Teren rezerwatu leży na obszarze grzędowych wzniesień z dolinami i terasami rzecznymi, tworzącymi system pofalowanych pasm wzdłuż biegu Wereszczycy. Rzeźba jest pokłosiem działalności lodowca skandynawskiego, a także późniejszych procesów denudacyjnych zachodzących w warunkach klimatu peryglacjalnego oraz procesów erozyjnych. W krajobrazie dominują ostańcowe wzgórza górnokredowe (wysokości względne do 60 metrów, kąt nachylenia stoków 15-20°). Równiny spotyka się tylko w dolinie stosunkowo płytkiej tu i możliwej do przechodzenia w bród Wereszczycy, której brzegi są łagodne i miejscowo zabagnione. Lewobrzeżna część jej terasy tworzy łąkowo-bagienny kompleks nazywany Zaliwki, a w prawobrzeżnej utworzono kaskadę stawów.
Rezerwat obejmuje lasy bukowo-sosnowe oraz podmokłe łąki. Występuje tu 885 gatunków roślin naczyniowych, 212 mszaków, 65 porostów oraz 20 gatunków niebiesko-zielonych wodorostów.